# Torre de los Adalides

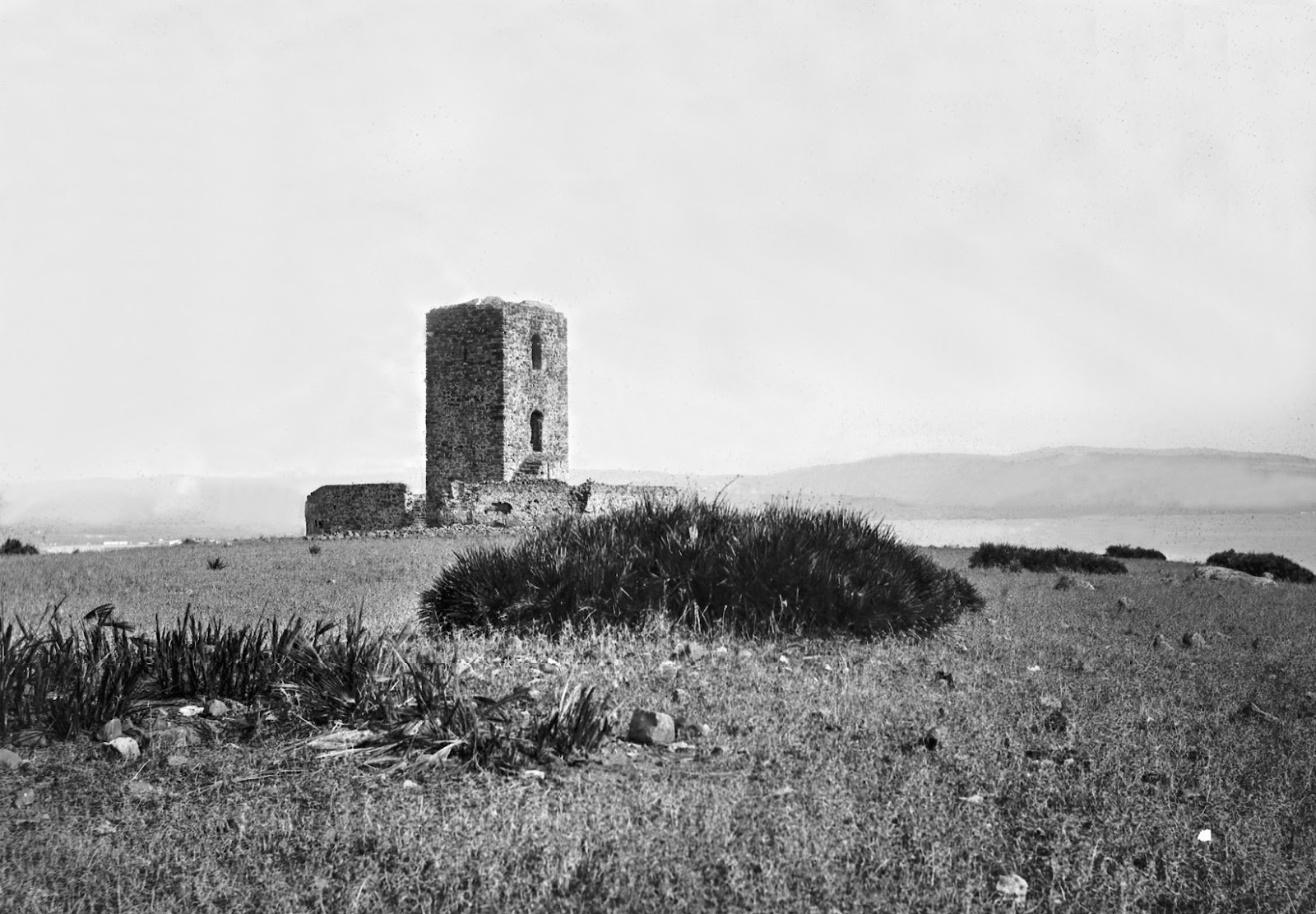
Imagen de la Torre de los Adalides a finales del. Se aprecia la barbacana octogonal y las ventanas del segundo y tercer piso, el remate de la torre, probablemente almenado ha desaparecido.

La torre de los Adalides era una antigua almenara situada en el término municipal de Algeciras en una colina interior a unos 100 metros sobre el nivel del mar y a escasos kilómetro y medio de la costa.
La torre de los Adalides formaba parte de las torres vigía del Estrecho de Gibraltar y de la Bahía de Algeciras durante los siglos doce y trece. Se desconoce la fecha de su construcción aunque se supone que esta debió producirse poco antes de la toma de la ciudad de Tarifa en 1289 cuando la región del Campo de Gibraltar comenzó a tomar mayor importancia como frontera terrestre. La torre de los Adalides tenía contacto visual con la mayor parte de las torres almenaras de la región (torre de Botafuegos, torre del Almirante) y con las ciudades de Al-Yazirat Al-Hadra y Carteia.
Aunque hoy día apenas se conserva parte de la barbacana que la rodeaba existen multitud de datos históricos y fotografías que permiten conocer su estructura y proporciones. De este modo la torre contaba con tres plantas, la primera de ellas separada del resto y a la que se accedía mediante una puerta situada a nivel del suelo, la segunda planta contaba con una escalera exterior adosada al muro y comunicaba con la tercera y esta con la parte alta mediante escalera interiores. Tenía una altura de catorce metros y planta rectangular de 4x6 metros con un grosor de muros de metro y medio. La torre estaba rodeada por una barbacana octogonal de tapial de ochenta centímetros de grosor y entre 3,5 y 4,5 metros de altura. Se ignora si a extramuros de la torre existían viviendas de agricultores que se mantenía en la zona bajo la protección de esta instalación como ocurría en torres similares o si simplemente tenía función de vigilancia.
Esta torre fue base de operaciones de la escuadra de Alfonso XI de Castilla durante el largo asedio a la ciudad de Algeciras en 1340 sirviendo de aposentos al rey. En los alrededores de la torre se situaba el real con los principales mandos de las tropas sitiadoras, los adalides, de donde toma su nombre. En 1344 las tropas asentadas en las proximidades de la torre participan en la Batalla del río Palmones contra las tropas granadinas, batalla esta que marcó el fin del asedio con la rendición de la ciudad de Algeciras.

Partió el rey del puerto de Xetares, et posó cerca de la ciubdat de Algeciras: cerca de una torre, que dixeron despues de los Adalides: et este nombre le pusieron, porque despues quando el Rey se llegó á posar cerca de la ciubdat, los adalides siempre posaron en aquella torre el derredor della.
Crónica de Alfonso XI, Capítulo CCLXII.

Tras ser utilizada como almacén de pólvora y poseer una escasa guardición durante el siglo XVII, en 1898 —ante la inminencia de guerra con Estados Unidos— el gobierno español procedió a la demolición de la Torre de los Adalides por ser un objetivo claro frente a bombardeos marítimos. Hoy día los escasos restos conservados se encuentran en el interior de unas instalaciones militares.